# 中華共和國紀年
中華共和國（1933年11月22日—1934年1月21日）是中華共和國的國號纪年。1933年11月22日，中華共和國人民革命政府在福建福州成立，廢除中華民國紀年，定1933年為中華共和國元年，至1934年1月21日泉州、漳州失守為止，總共使用了60天。

## 紀年對照表
西元紀年減去1932即為中華共和國紀年。
| 中華共和國 | 元年   | 二年   |
| ---------- | ------ | ------ |
| 西元       | 1933年 | 1934年 |
| 干支       | 癸酉   | 甲戌   |

## 同期存在的其他政權之紀年
- 中國
  - 中華民國（1912年1月1日－今）：中華民國之紀年
  - 大同（1932年3月9日－1934年2月28日）：滿洲國之年號
- 越南
  - 保大（1926年－1945年9月2日）：阮朝阮福晪之年號
- 日本
  - 昭和（1926年12月25日－1989年1月7日）：昭和天皇之年號